# Numerische Simulation

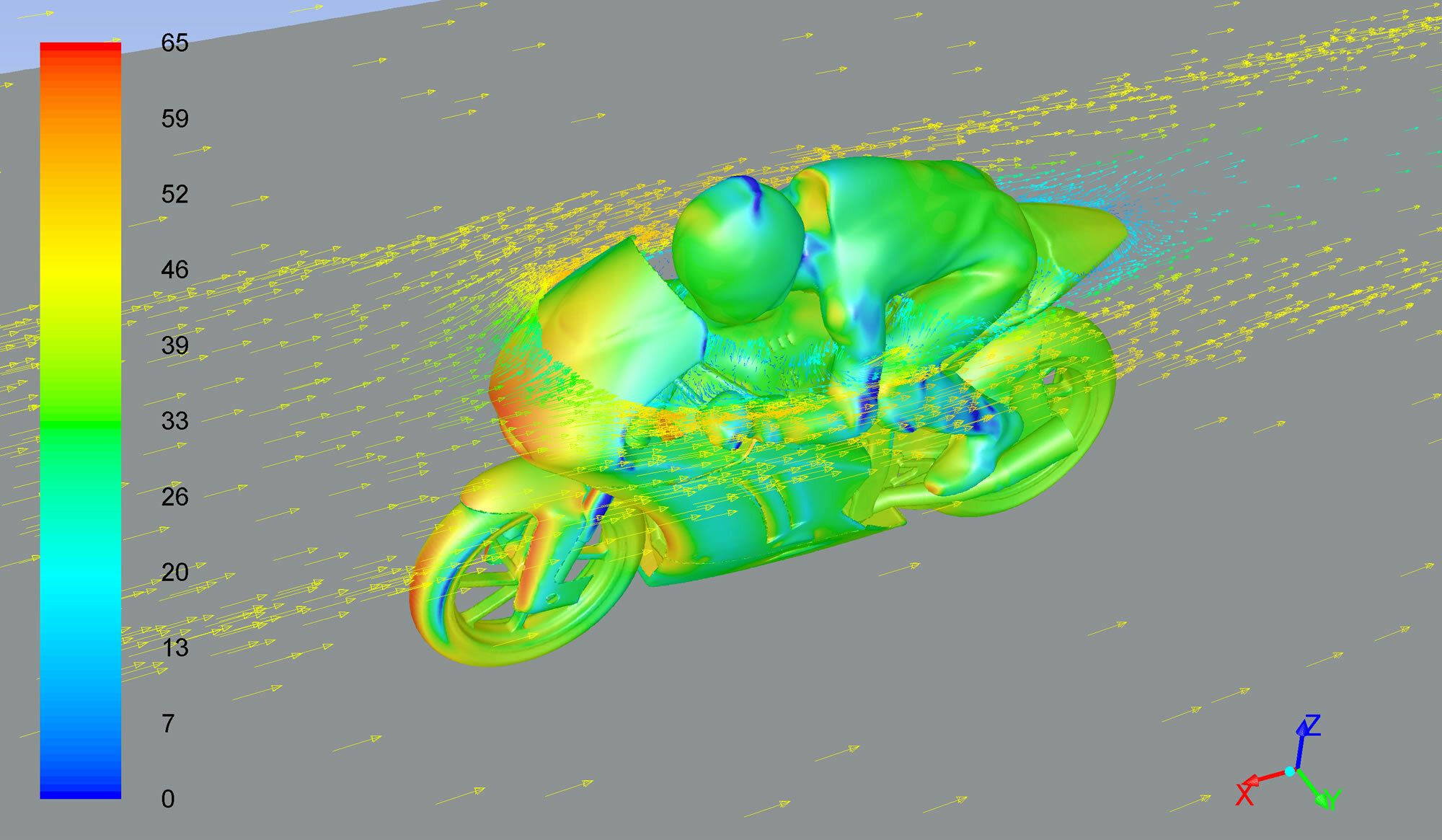
Beispiel, simulierte Umströmung eines Sport-Motorrads mit Fahrer

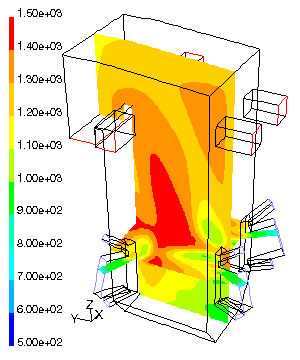
Wärmeverteilung in einem Kesselfeuerraum

Als numerische Simulation bezeichnet man allgemein Computersimulationen, welche mittels numerischer Methoden wie zum Beispiel mit Turbulenzmodellen durchgeführt werden. Bekannte Beispiele sind Wetter- und Klimaprognosen, numerische Strömungssimulation oder Festigkeits- und Steifigkeitsberechnungen.

## Vorgehensweise
Numerische Simulationen lassen sich in folgende Schritte unterteilen:

### Modellierung
In der Modellierung (Modellaufbau) werden die grundlegenden Eigenschaften einer Simulation in Form mathematischer Modelle formuliert. Die Modelle werden in der Regel unabhängig von einer konkreten Aufgabenstellung entwickelt.

### Parametrisierung
Bei der Parametrisierung werden Modelle ausgewählt, mit konkreten Rechenwerten ausgestattet und so miteinander verknüpft, dass das Gesamtmodell möglichst gut einen konkreten Anwendungsfall darstellt. Ungenaue Kenntnis der Modelle oder der Randbedingungen ist die häufigste Fehlerquelle bei Simulationen.

### Berechnung
Bei den numerischen Methoden handelt es sich um besondere Rechenverfahren, die unter das Teilgebiet der numerischen Mathematik fallen.
Die eigentliche Berechnung erfolgt durch Starten eines Lösungsprogrammes, des so genannten Lösers. Dieses führt die eigentliche Berechnung durch und speichert die Berechnungsergebnisse. Da eine geschlossene Lösung der Systeme in der Regel nicht möglich ist, werden iterative Lösungsverfahren angewendet, um eine Näherungslösung zu finden. Bei nahezu allen Simulationsberechnungen müssen sehr große Datenmengen verarbeitet werden. Dennoch kann die Rechenzeit je nach Simulationsverfahren stark variieren. Daher werden in diesem Bereich häufig Parallelrechner, Vektorrechner oder PC-Cluster verwendet, bei denen viele Einzelrechner gleichzeitig an einem Ergebnis arbeiten. Allerdings lässt sich die Geschwindigkeit solcher Berechnungen nicht beliebig steigern, da mit der Zahl der beteiligten Rechenkerne in der Regel auch der Kommunikationsaufwand steigt (Skalierbarkeit). 

### Auswertung und Darstellung
Die Ergebnisse der Berechnung bezeichnet man als Rohdaten. Diese liegen als digitale Ergebnisdateien vor, die nun so aufbereitet werden müssen, dass sie für Menschen verständlich sind. Die dazu erforderliche Auswertung ist ein elementarer Bestandteil der Simulation. Für die Auswertung kommen zum einen statistische Methoden zum Einsatz, die Daten zusammenfassen oder analysieren. Ein wichtiger Aspekt liegt aber auch in der Möglichkeit, Daten grafisch aufzubereiten.

## Einsatzbereiche
Die mathematischen Probleme numerischer Simulationen lassen sich oft auf die Lösung von Differentialgleichungen, Lösung von Eigenwert- und Eigenvektor-Problemen, Lösung von linearen Gleichungssystemen oder Berechnung von Integralen zurückführen. Aufgrund der Komplexität der Simulationsprogramme sowie der Unsicherheit der angesetzten Parameter und Randbedingungen werden zur Ergebniskontrolle oft parallel auch begleitende Verfahren, wie beispielsweise analytische Berechnungen, eingesetzt.
Die Komplexität verschiedener numerischer Simulationen ist sehr unterschiedlich. Daher gehören Probleme wie Festigkeitsberechnungen oder Schwingungsanalysen von Gebäuden (Teilsicherheitskonzept) und Maschinenteilen mittlerweile zum Standardwerkzeug der Konstrukteure – bei anderen Vorgängen (Wettervorhersagen, Klimaberechnungen) bewegt man sich dagegen an den oder jenseits der Grenzen der Leistungsfähigkeit moderner Computer. Hinzu kommen noch grundsätzliche Probleme wie das chaotische Verhalten vieler dynamischer Systeme.
Die Einsatzgebiete von numerischen Simulationen sind vielfältig. Einige wichtige oder bekannte Beispiele sind:

### Naturwissenschaften
- Biologie: Bakterienvermehrung, Mutationen, Gentechnik, Ökologie, Artenvielfalt
- Theoretische Chemie[8]
- Physik: Standardmodell der Elementarteilchen, Gittereichtheorie, Phasenübergänge, Strömungsmechanik[9]
- Astronomie: Urknall, Kernfusion
- Meteorologie: Wetter- und Klimamodelle[1]
- Geowissenschaften: Plattentektonik, Gezeiten, Erdbeben, Gebirgsbildung, hydraulische und hydrochemische Prozesse

### Ingenieurwissenschaften
- Architektur und Bauingenieurwesen:[10][11] Statische und dynamische Festigkeitsberechnungen (Gebäude, Brücken)[7]

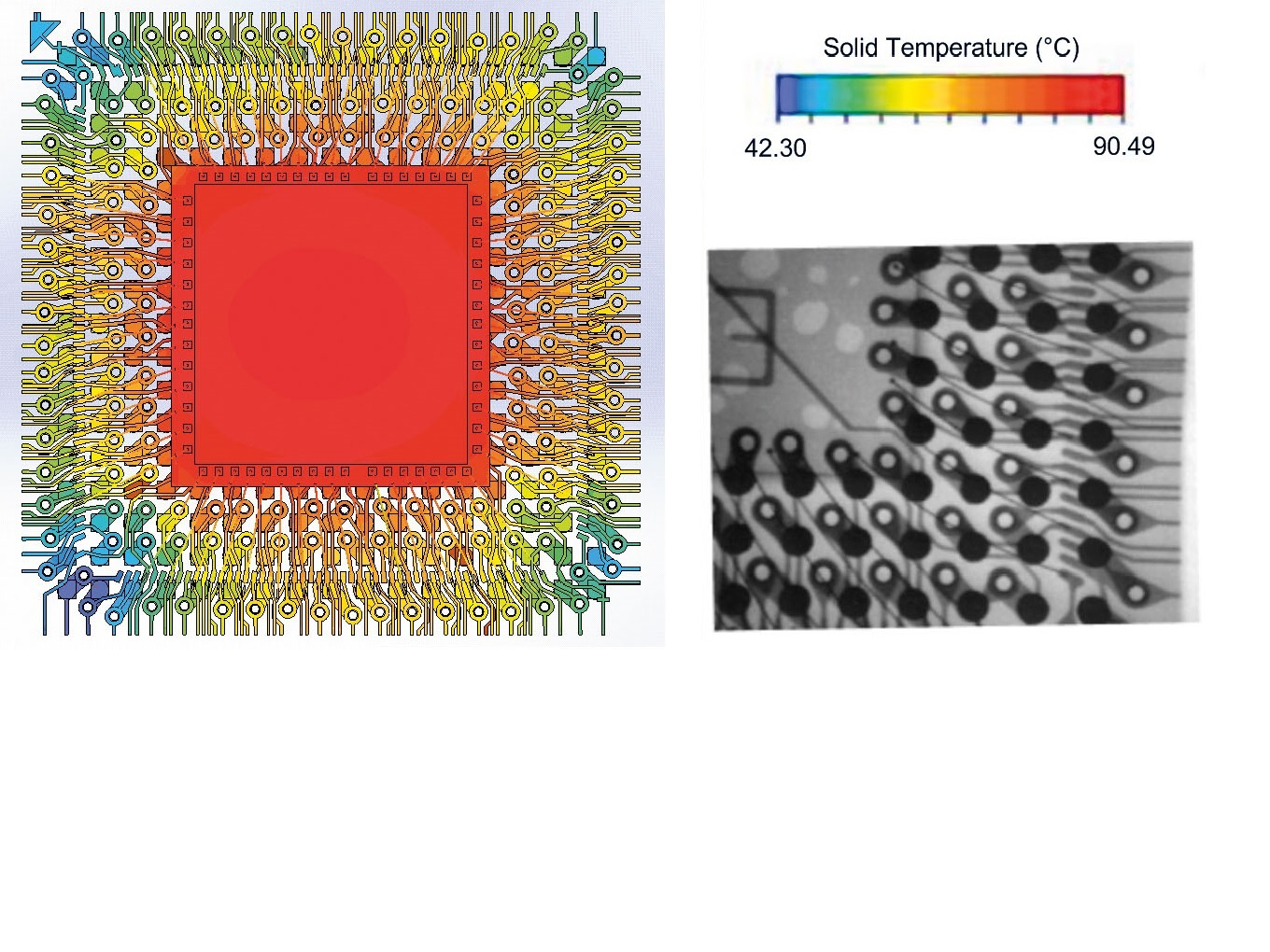
Berechnete Temperaturen in einem IC samt Zuleitungen

- Chemieingenieurwesen und Verfahrenstechnik:[12] Verbrennungsvorgänge und chemischen Reaktionen (Verbrennungsmotoren,[13]  Ausbeute bei chemischen Synthesen)
- Maschinenbau: Flugsimulatoren, Schwingungsanalyse an elektrischen Maschinen, Spannungen und Verformungen (elastisch und plastisch, z. B. virtuelle Crashtests mittels Finite-Elemente-Methoden)
- Technische Physik: Halbleiterbauelemente, Wärmeleitvorgänge,[3] Optische Systeme (Linsensysteme, Laser, thermische Verformungen durch Absorption), Fusionsreaktoren,[5][14] Beschleuniger und Kernreaktionen
- Verkehrsplanung[1]

### Wirtschaftswissenschaften
- Probleme des Operations Research

### Militär
- Kernwaffen,[15][16] Sprengstoffe, Treibladungen[17] und Projektile

### Unterhaltung
- Computerspiele (Berücksichtigung physikalischer Eigenschaften und Beleuchtung)

## Beispiele

Rauchausbreitung U-Bahn

Ein Bereich, in dem numerische Simulationen eingesetzt werden, sind Strömungssimulationen. Luftströmungen werden durch ein Rechenmodell ermittelt, dessen Raum in ein Gitter bestehend aus Zellen oder Voxel eingeteilt ist (Diskretisierung). 
Der Vorgang hat eine gewisse Ähnlichkeit mit der digitalen Darstellung von Fotos am Computer, die nun aus einzelnen Bildpunkten (Pixeln) bestehen. Jedes Pixel besitzt nur einen einzigen Farbwert, obwohl das reale Bild eigentlich kontinuierlich ist, d. h., es werden Bereiche zu gleichfarbigen Flächen zusammengefasst. Bei ausreichend großem Betrachtungsabstand fließen selbst dann die Farbwerte für das Auge scheinbar wieder zu einem kontinuierlichen Bild zusammen. Ist die Auflösung der digitalen Bilddarstellung zu gering, dann wirkt das Foto unscharf oder treppenartig. 
Anders als bei einem Pixelbild, das nur zwei räumliche Dimensionen und eine Farbinformation hat, bestehen Strömungssimulationen normalerweise aus drei räumlichen Dimensionen. Für jeden der Punkte gibt es – je nach Problem – mehrere Kenngrößen, die ihrerseits voneinander abhängig sein können. Die physikalischen Größen (z. B. Druck oder Temperatur) benachbarter Gitterpunkte ändern sich im Verlauf der Berechnung durch gegenseitige Beeinflussung. 
Bei der numerischen Simulation auf einem Gitter gelten für die Auflösung ähnliche Regeln wie bei der Darstellung von Fotos am Computer. Ist die räumliche Auflösung zu gering (große Zellen), dann wird die Physik nicht gut abgebildet und es kommt zu Ungenauigkeiten. Daher ist man an einer möglichst hohen räumlichen Auflösung interessiert. Andererseits ist bei einer hohen Auflösung die Rechenleistung oft nicht ausreichend, um in akzeptabler Zeit ein Ergebnis zu erhalten. Die Aufteilung in 100×100×100 Zellen ergibt beispielsweise eine Million Punkte. Halbiert man die Kantenlänge dieser Zellen, so erhöht sich die Zahl auf acht Millionen. Auch bei modernen Rechnern stößt die Auflösung daher sehr schnell an Grenzen der Rechenleistung.
Simulationen in anderen Einsatzbereichen verwenden Systeme, die nicht nur aus drei räumlichen Dimensionen, sondern beispielsweise aus drei räumlichen und einer zeitlichen Dimension bestehen. Für jeden der Gitterpunkte kann es zudem eine Vielzahl von Kenngrößen geben. Neben der beschriebenen kubischen Gitterform, die sich oft aus der Diskretisierung der Dimensionen ergibt, werden auch andere Gitterformen für die Simulation verwendet, beispielsweise bei der Finite-Elemente-Methode. Des Weiteren gibt es Simulationen, die keine Gitterstruktur nutzen, Teilchensystemen wie das einfache Modell harter Kugeln sind ein Beispiel hierfür.

## Weblink
- Numerische Methoden (HAW Hamburg Januar 2014, Vorlesung und Praktikum, Skript) (Memento vom 20. Oktober 2018 im Internet Archive)